# Saemundssonia enderleini
Saemundssonia enderleini är en insektsart som först beskrevs av Eichler 1949.  Saemundssonia enderleini ingår i släktet Saemundssonia och familjen fjäderlöss. Inga underarter finns listade i Catalogue of Life.